# Jack Bruce

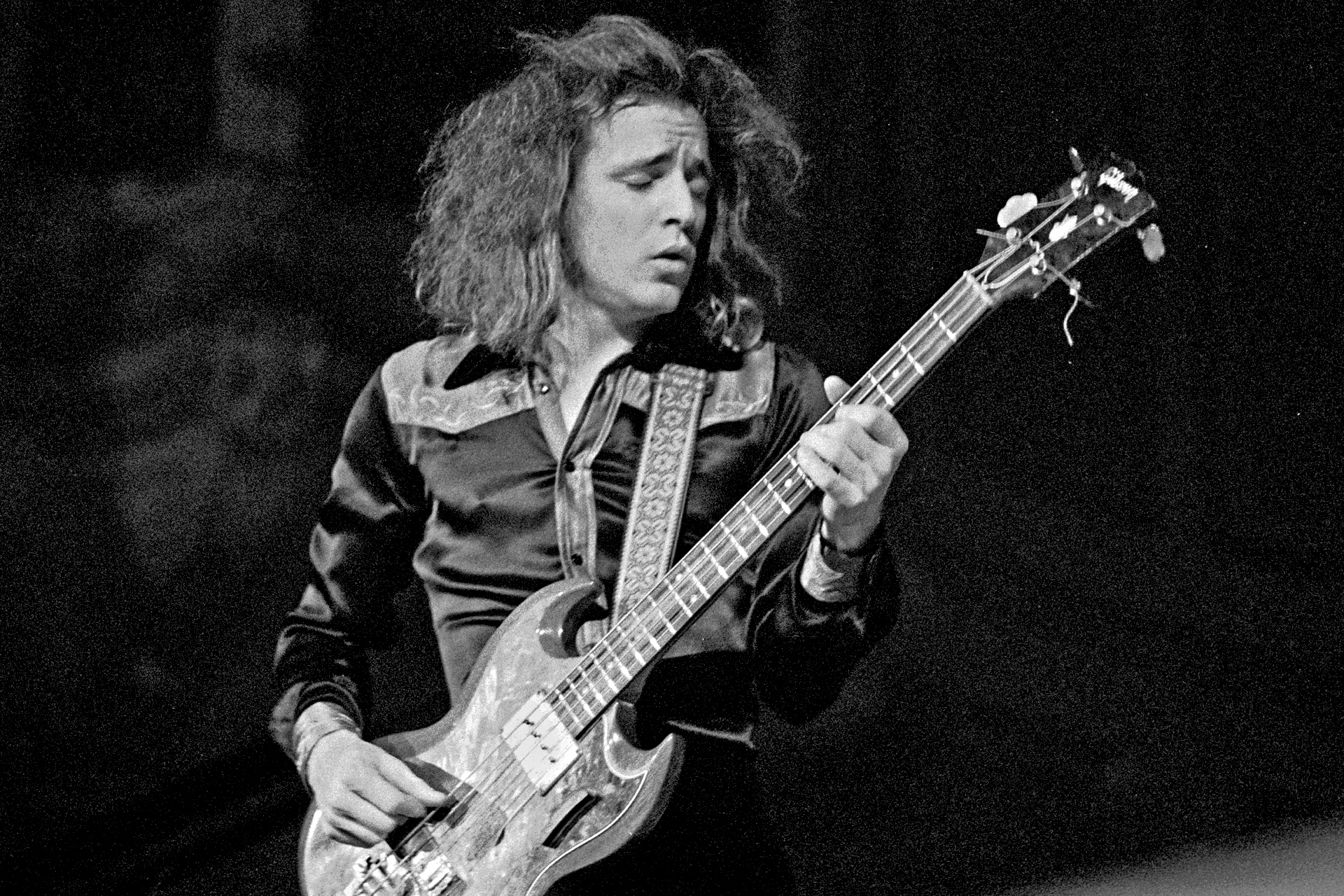
Jack Bruce 1972 in Hamburg

John Symon Asher „Jack“ Bruce (* 14. Mai 1943 in Bishopbriggs, Schottland; † 25. Oktober 2014 in Sudbury, Suffolk) war ein britischer Rock-, Blues- und Jazzmusiker. Er spielte hauptsächlich E-Bass, aber auch Cello, Kontrabass, Piano und Mundharmonika, sang und schrieb Songs. Bekannt wurde er als Gründungsmitglied von Cream.

## Leben und Wirken

### Jugend
Bruce erhielt als 17-Jähriger ein Stipendium für Cello und Komposition an der Royal Scottish Academy of Music. Seine frühen Interessen galten der schottischen Folklore, dem Jazz und Bach. Weil man als Cellist in einer Jazzband weniger gefragt ist, wechselte er zum Kontrabass. Er spielte dieses Instrument in der Jimmy McHargs Scotsville Jazz Band, um dann mit der Murray Campbell Big Band auf Italien-Tournee zu gehen. Seine Art, Bass zu spielen, profitierte von seiner abgebrochenen klassischen Ausbildung auf dem Cello. Bruce sagte 1968 in einem Interview, Johann Sebastian Bachs Bassläufe seien unglaublich.

### Werdegang
Bruce suchte Anfang der 1960er Jahre Kontakt zur britischen Bluesszene. Er spielte bei Mike Taylor, in Alexis Korners Blues Incorporated, der Graham Bond Organization, zu der er bereits eigene Songs beisteuerte, John Mayalls Bluesbreakers und Manfred Mann, bevor er 1966 zusammen mit Eric Clapton und Ginger Baker Cream bildete. Er hatte in der damals neuartigen Trio-Besetzung die zentrale Rolle des Bassisten und Leadsängers und zudem des Komponisten der meisten Songs. Texte steuerte der englische beat poet und spätere Rockmusiker Pete Brown bei. Es war die Zeit mit Cream, die den Ruf von Jack Bruce als außerordentlichem Musiker begründete. Ähnlich wie seine Kollegen John Entwistle (The Who) und Andy Fraser (Free) arbeitete er darauf hin, dem Bass im Bandgefüge eine eigenständige Rolle zu geben. Der Jack-Bruce-Sound ist knurrig und aggressiv. Sein Markenzeichen waren lange, auf seinem Gibson EB-3-Bass vorgetragene Improvisationen in Interaktion mit den anderen Musikern, bei denen gelegentlich kaum noch zu unterscheiden war, welche Teile von Bruce und welche vom Gitarristen Clapton stammten. Bruce hat später scherzhaft behauptet, sie hätten damals so lange improvisiert, dass er am Ende des Solos Schwierigkeiten hatte, sich zu erinnern, welchen Song sie gerade spielten („… we’d get to the end of a long improv and I’d be wracking my brain to remember what the song was!“).
Nach der Auflösung von Cream Ende 1968 arbeitete Bruce mit dem New Jazz Orchestra, Tony Williams’ Lifetime, Mike Gibbs, Dick Heckstall-Smith, Larry Coryell und weiteren Kollegen aus dem Jazzbereich, so mit Carla Bley als Sänger und Bassist im Jazz-Oratorium Escalator over the Hill und für einige Konzerte auch mit Ian Carrs Nucleus. Daneben brachte er einige Soloalben heraus, darunter Songs For a Tailor (1969, mit Mitspielern wie Chris Spedding, Jon Hiseman, Dick Heckstall-Smith, Harry Beckett und George Harrison), Harmony Row (1971), denen 1974 Out of the Storm folgte.  Von 1972 bis 1973 spielte er gemeinsam mit den Ex-Mountain-Musikern Leslie West (Gitarre) und „Corky“ Laurence Gordon Laing (Schlagzeug) in der Hard-Rock-Gruppe West, Bruce & Laing, die drei Alben veröffentlichte.
Anfang 1977 stellte er mit Tony Hymas, Simon Phillips und Hughie Burnd die Jack Bruce Band zusammen und brachte mit dieser Formation das Album How’s Tricks heraus. Unter demselben Namen war er bereits 1975 mit Bruce Gary, Carla Bley, Ronnie Leahy und Mick Taylor aufgetreten.
1980 trat die neu gegründete Formation Jack Bruce & Friends (mit Clem Clempson, Billy Cobham und David Sancious) unter anderem bei der 7. Rockpalast Nacht in Essen auf.
Für die zwei Alben B.L.T. und Truce spielte Bruce 1981 mit Robin Trower zusammen.
In den Jahren 1982 und 1983 war die Jan Hammer Band mit Carsten Bohn, Jack Bruce und Colin Hodgkinson auf Tournee in den USA und Europa.
Seinen 50. Geburtstag feierte er verspätet am 2. und 3. November 1993 mit vielen seiner Kollegen im Kölner E-Werk. Er trat in der sogenannten Cream-Formation in der Besetzung Jack Bruce, Ginger Baker und Gary Moore auf, woraus dann in der Folge BBM resultierte. Das Konzert wurde vom WDR in der Serie Rockpalast mitgeschnitten und in der Folge ausgestrahlt. Das Konzert erschien unmittelbar danach als Doppel-CD unter dem Titel 'Cities of the Heart'. 2014 wurde es dann nachträglich auch auf DVD unter dem Titel The 50th Birthday Concerts veröffentlicht.
1994 erschien das Album Around The Next Dream unter der Bandbezeichnung BBM, das er zusammen mit Ginger Baker und Gary Moore eingespielt hatte. Später war er an unterschiedlichen Projekten von Kip Hanrahan beteiligt und spielte auch in der Charlie Watts Bigband und in Ringo Starrs All-Starr Band.

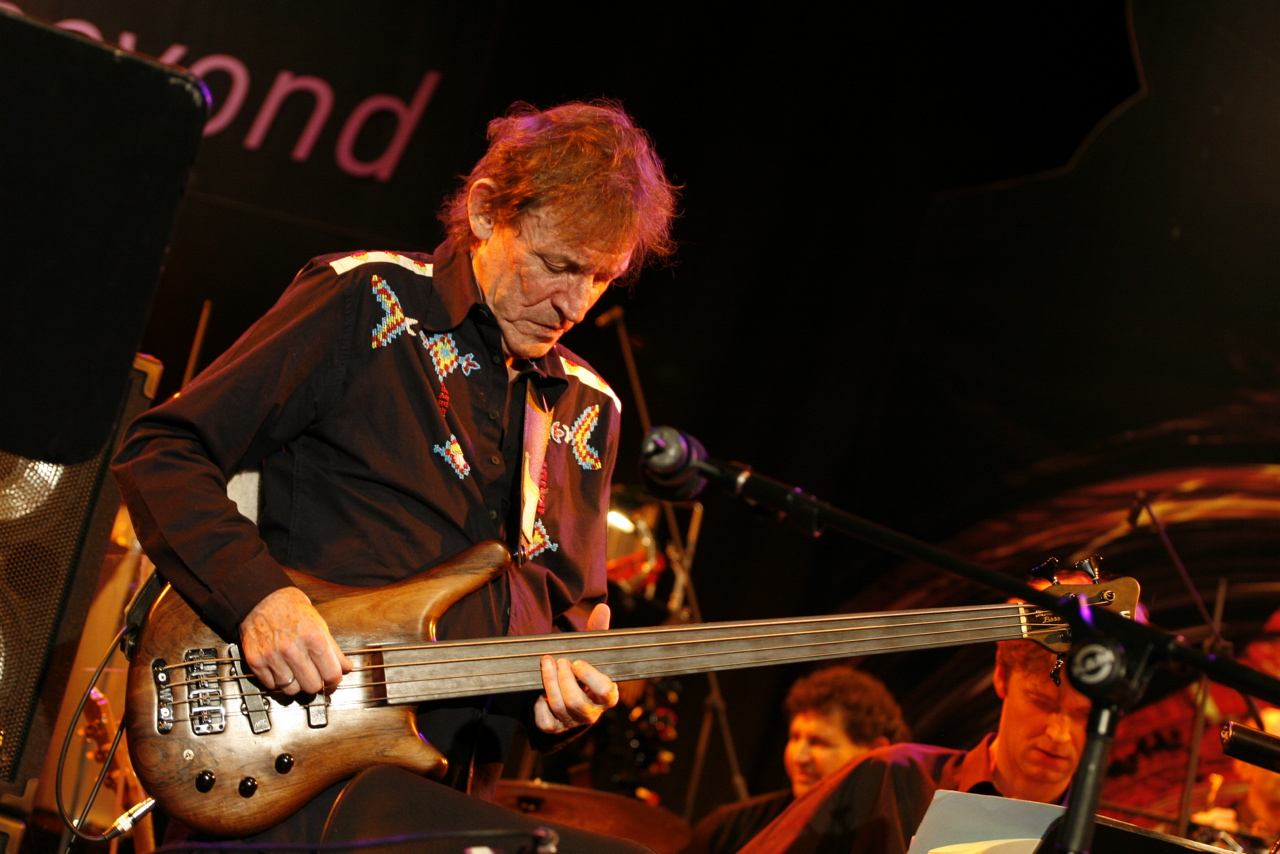
Jack Bruce 2006 in Frankfurt/Main

Im Sommer 2003 wurde bei Bruce Leberkrebs diagnostiziert. Im September starb er beinahe bei einer Lebertransplantation, da er sich in erschöpftem Zustand noch eine Lungenentzündung zugezogen hatte. Im Oktober trat Besserung ein und im Jahr 2005 war die Gesundheit des Musikers so stabil, dass er im Mai an mehreren Reunion Concerts in der Londoner Royal Albert Hall sowie im New Yorker Madison Square Garden teilnehmen konnte, bei denen er zusammen mit Eric Clapton und Ginger Baker in der Originalbesetzung von Cream die Klassiker des seinerzeit als erste Supergroup des Rock gefeierten Trios spielte. 2006 sang er auf dem Jazzfestival in Frankfurt am Main seine Songs mit der hr-Bigband. Mit Vernon Reid, John Medeski und Cindy Blackman ging er 2008 und 2011 auf Tournee, um Stücke von Tony Williams neu zu interpretieren; 2012 folgte mit dieser „Supergroup“ das Album Spectrum Road.
Er war mit seiner Managerin Margrit, die aus Schwaben stammte, verheiratet. Die beiden hatten zwei Töchter und einen Sohn und lebten auf La Palma sowie in der Nähe von London.

### Tod
Bruce starb am 25. Oktober 2014 in Suffolk, England, im Alter von 71 Jahren an einer Lebererkrankung. Seine Trauerfeier im Golders Green Crematorium fand am 5. November 2014 in London statt und wurde von Clapton, Baker, Phil Manzanera, Gary Brooker, Vernon Reid und Nitin Sawhney besucht. Dutzende würdigten den Toten mit Morning Has Broken, Strawberry Fields Forever und Theme for an Imaginary Western. Er wurde eingeäschert und bei einer privaten Familienzeremonie am 31. Dezember 2014 im Garten des Krematoriums beigesetzt.

## Diskografie (Auswahl)

### Alben
- Songs for a Tailor (1969)
- Things We Like (1970, mit John McLaughlin, Dick Heckstall-Smith, Jon Hiseman)
- Harmony Row (1971)
- Out of the Storm (1974)
- The Jack Bruce Band Live '75 (mit Carla Bley, Mick Taylor u. a., veröffentlicht 2003)[11]
- How’s Tricks (1977)
- Jet Set Jewel (aufgenommen 1978, veröffentlicht 2003)
- I’ve Always Wanted to Do This (1980)
- B.L.T. (1981) – mit Robin Trower
- Truce (1982) – mit Robin Trower
- Automatic (1982)
- Kip Hanrahan: Desire Develops an Edge (1983, mit Arto Lindsay, Steve Swallow, Puntilla Orlando Rios, Elysee Pyronneau, Scott Marcus, Jon Fausty, David Rodriguez u. a.)
- Kip Hanrahan: Vertical's Currency (1985, mit David Murray, Arto Lindsay, Steve Swallow, Ignacio Berroa, Milton Cardona, Puntilla Orlando Rios)
- Kip Hanrahan: A Few Short Notes from the End Run (1986, Allen Toussaint, Steve Swallow, Milton Cardona, Ignacio Berroa u. a.)
- Kip Hanrahan: The Days and Nights of Blue Luck Inverted (1987, mit Charles Neville, Lew Soloff, Anton Fier, Steve Swallow, Milton Cardona, Ignacio Berroa u. a.)
- Jack Bruce, Anton Fier & Kenji Suzuki: Inazuma Super Session «Absolute Live!!» (1987)
- Willpower (1989)
- A Question of Time (1989)
- Somethin Else (1992)
- Jack Bruce and Friends: Live at Bottom Line, N.Y.C. March 19th, 1980 (1992, mit Clem Clempson, David Sancious, Billy Cobham)
- Cities of the Heart (1993)
- Around the Next Dream (1994) – mit BBM
- Monkjack (1995, mit Bernie Worrell)
- Kip Hanrahan: A Thousand Nights and a Night (1 – Red Nights) (1996, mit Brandon Ross, Don Pullen, Eric Schenkman, Fernando Saunders, Robby Ameen, Eric Valez, Milton Cardona, Paoli Mejias u. a.)
- Shadows in the Air (2001, mit Piro Rodriguez, Papo Vázquez, Mario Rivera, Dr. John, Jimmy McDonald, Vernon Reed, Gary Moore, Alfredo Triff, Andy Gonzalez,  Robby Ameen, Milton Cardona, Richie Flores sowie Eric Clapton)
- Rope Ladder to the Moon (2003) – Sampler
- More Jack Than God (2003, mit Bernie Worrell, Vernon Reid, Malcolm Bruce, Godfrey Townsend, Horacio „El Negro“ Hernandez, Robby Ameen, Richie Flores)
- Seven Moons (2008) – mit Robin Trower und Gary Husband
- Seven Moons Live (2009) – mit Robin Trower und Gary Husband
- Spirit – Live at the BBC 1971–1978 [Box-Set] (2008)
- Can You Follow (2008) – Anthology [6-CD Box-Set]
- Jack Bruce and the Cuicoland Express: Live At The Milky Way, 2001 (2010, mit Vernon Reid, Bernie Worrell, Horacio „El Negro“ Hernandez, Richie Flores, Robby Ameen)
- Jack Bruce & His Big Blues Band: Live 2012 (2012)
- Silver Rails (2014)

### DVD
- The Cream of Cream (1998) – VHS/DVD, als Unterrichtsfilm konzipiert
- Cream – Farewell Concert (2001)
- Jack Bruce & Friends – Live (2003)
- Live at Canterbury Fayre (2003)
- Cream – Strange Brew (2003)
- Cream – The DVD (2005)
- Cream – Inside 1966–1969 (2005)
- Cream – Royal Albert Hall (2005)
- At Rockpalast (2005)
- Rope Ladder to the Moon 1969 – Tony Palmer’s film about Jack Bruce (2010)
- The 50th Birthday Concerts (2014)